# Acraea katana
Acraea katana är en fjärilsart som beskrevs av Eltringham 1912. Acraea katana ingår i släktet Acraea och familjen praktfjärilar. Inga underarter finns listade i Catalogue of Life.